# Augusta van Hessen-Kassel

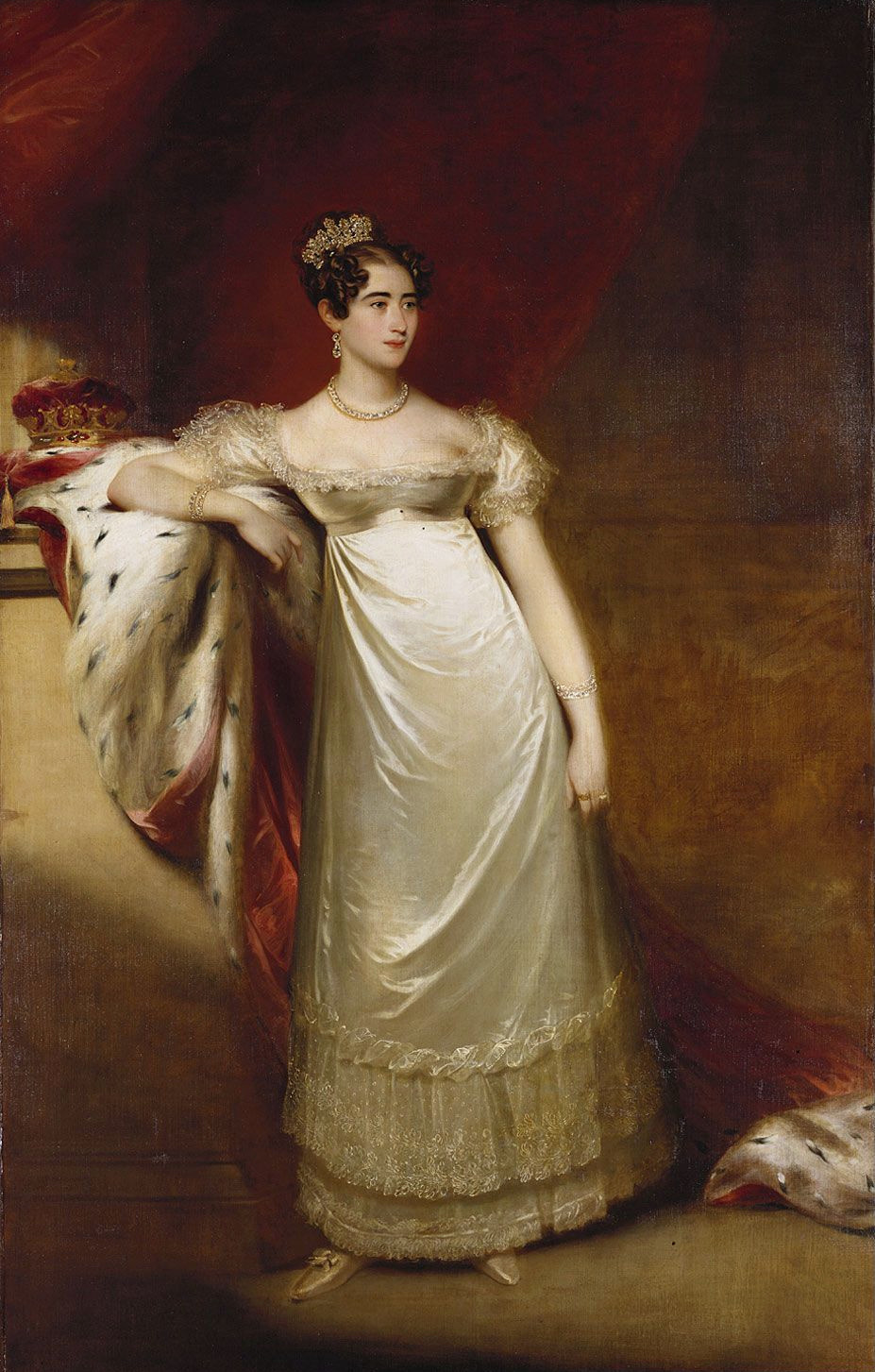
Augusta van Hessen-Kassel door Henry William Beechey

Augusta Wilhelmina Louise van Hessen-Kassel (Slot Rumpenheim, Offenbach am Main, 25 juli 1797 – St. James's Palace, Londen, 6 april 1889) was een Duitse prinses.
Zij was de dochter en het jongste kind van Frederik van Hessen-Kassel en Carolina van Nassau-Usingen. Haar overgrootvader via vaders kant was de Britse koning George II.
Ze trouwde met haar achterneef Adolf van Cambridge. Het burgerlijke huwelijk was op 7 mei 1818 te Kassel, Duitsland, en de kerkelijke ceremonie op 1 juni te Londen. Het paar kreeg drie kinderen:
- George (1819-1904)
- Augusta (1822-1916), getrouwd met Frederik Willem van Mecklenburg-Strelitz
- Maria Adelheid (1833-1897), getrouwd met Frans van Teck, de ouders van de latere Britse koningin Mary.

Van 1816 tot 1837 woonde Augusta in Hannover, waar haar man het koningschap waarnam voor zijn broers George IV en Willem IV. Daarna keerde het koppel terug naar Engeland waar het zich vestigde in St. James's Palace. Augusta overleefde haar man bijna veertig jaar.
- Biblioteca Nacional de España: XX5432197
- Gemeinsame Normdatei: 1019726776
- Virtual International Authority File: 232076980
- WorldCat: E39PBJkp7PrRvfHMrVtWcpvJXd